# Tomasz Adamiec
Tomasz Adamiec (Hajnowka, 13 de abril de 1982) es un deportista polaco que compitió en judo. Ganó una medalla de bronce en el Campeonato Europeo de Judo de 2007, en la categoría de –66 kg.

## Palmarés internacional
| Campeonato Europeo | Campeonato Europeo | Campeonato Europeo | Campeonato Europeo |
| Año                | Lugar              | Medalla            | Categoría          |
| ------------------ | ------------------ | ------------------ | ------------------ |
| 2007               | Belgrado (Serbia)  | Medalla de bronce  | –66 kg             |